# RT-2PM Topol

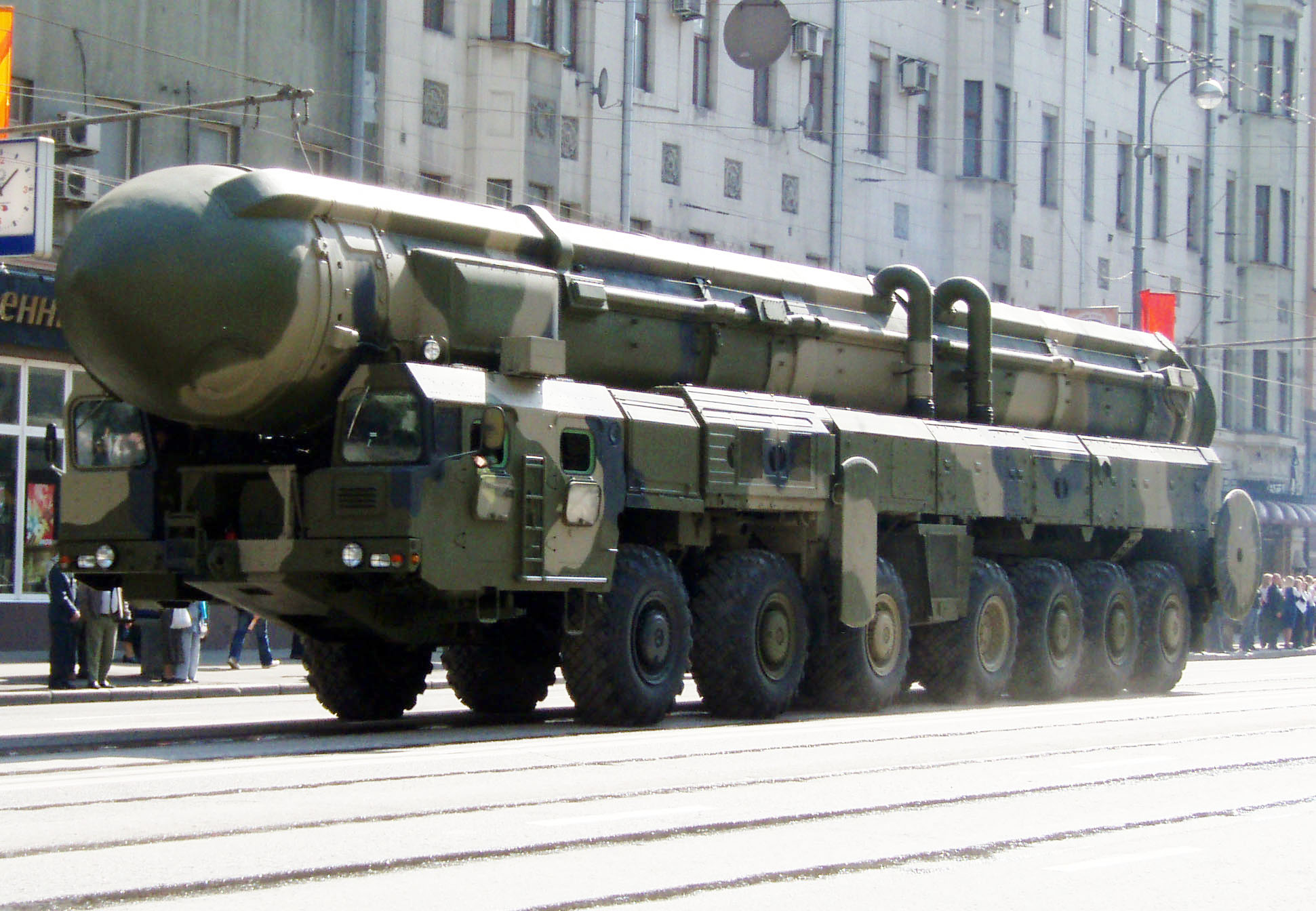
RT-2PM Topol na vojenské přehlídce v Moskvě v roce 2008

RT-2PM Topol (rusky РТ-2ПМ Тополь, v kódu NATO SS-25 Sickle; Index GRAU: 15Ж58 ("15Ž58")) je mezikontinentální balistická raketa, vyvinutá v 80. letech 20. století v bývalém Sovětském svazu. Od roku 2014 Rusko plánovalo nahradit všechny RT-2PM verzemi Topol-M.

## Vývoj
Vývoj nového strategického raketového systému byl oficiálně zahájen 19. července 1977. Vývojové práce na RT-2PM Topol probíhaly v Moskevském institutu tepelného inženýrství pod vedením hlavního konstruktéra A. D. Nadiradzeho.
Letové testy začaly 8. února 1983. První tři zkušební odpálení se uskutečnila ze speciálně upraveného sila, které bylo původně určené k odpalování rakety RT-2P. 10. srpna 1983 se uskutečnil čtvrtý start rakety Topol, tentokrát už ze samohybného odpalovacího zařízení 15U128. Testy rakety probíhaly až do 23. prosince 1987 a v jejich rámci se uskutečnilo 16 odpálení raket.
Raketa byla oficiálně zavedena do služby 1. prosince 1988. Předpokládá se, že výroba RT-2PM Topol skončila v roce 1994, přičemž bylo vyrobeno celkem 450 raket.

## Konstrukce
RT-2PM Topol je mobilní raketový systém postavený na sedminápravovém podvozku MAZ-7912 (pozdější modifikace vycházejí z vozu MAZ-7917, které se lišily délkou přibližně o 1 m a upravenými kabinami posádky). Balistická raketa systému Topol je třístupňová s pohonem na tuhé palivo. Je dlouhá 21,5 m, široká 1,8 m a její startovací hmotnost je asi 45 tun. Má dolet 11 000 km a je vybavena jadernou bojovou hlavicí o síle 800 kt. Využívá inerciální navigační systém, který poskytuje přesnost s kruhovou odchylkou 900 m.